# 배틀필드 (2000년 영화)
《배틀필드》(영어: Battlefield Earth)는 2000년 개봉한 미국의 SF 액션 영화이다. L. 론 허버드가 1982년에 발표한 동명 소설이 원작이다. 주연 존 트러볼타가 제작에도 참여하였다.
2001년 제21회 골든 라즈베리상에서 최악의 작품상, 최악의 감독상, 최악의 남우 주연상, 최악의 각본상 등 7개 부문을 수상했다.

## 출연진
- 존 트러볼타 - 테럴 역
- 배리 페퍼 - 조니 굿보이 타일러 역
- 포리스트 휘터커 - 커 역
- 킴 코츠 - 칼로 역
- 사빈 카르상티 - 크리시 역
- 리처드 타이슨 - 로버트 더 폭스 역
- 켈리 프레스턴 - 처크 역
- 마이클 맥레이 - 구역 관리자 지트 역
- 마이클 번

## 기타 제작진
- 공동 제작: 트레이시 스탠리, 제임스 홀트
- 협력 제작: 앤슨 다운스, 린다 패빌라
- 배역: 린 스톨매스터
- 미술·의상: 파트리크 타토풀로스
- 특수 효과: 에릭 헨리, 파트리크 타토풀로스

## 우리말 녹음
SBS 성우진
- 이규화 - 테럴 (존 트러볼타)
- 최원형 - 조니 (배리 페퍼)
- 노민 - 커 부관 (포리스트 휘터커)
- 김정주 - 크리시 (사빈 카르상티)
- 박상일
- 이종구
- 김창주
- 윤소라
- 이재용
- 김승준
- 안장혁
- 원호섭

## 같이 보기
- 제21회 골든 래즈베리상